# Borussia-Park
Borussia-Park är en tysk fotbollsarena i Mönchengladbach.
Arenan ersatte Bökelbergstadion 2004. Arenan är hemmaplan för Bundesliga-laget Borussia Mönchengladbach.